# Ion Cernea
Ion Cernea (Râu Alb, Rumania, 21 de octubre de 1936-30 de junio de 2025) fue un deportista rumano especialista en lucha grecorromana donde llegó a ser subcampeón olímpico en Roma 1960.

## Carrera deportiva
En los Juegos Olímpicos de 1960 celebrados en Roma ganó la medalla de plata en lucha grecorromana estilo peso gallo, tras el luchador soviético Oleg Karavayev (oro) y por delante del búlgaro Dinko Petrov (bronce). Cuatro años después, en las Olimpiadas de Tokio 1964 ganó, el bronce en la misma modalidad.